# Wita Pałamar
Wita Pałamar (ukr. Віта Паламар; ur. 12 października 1977) – ukraińska lekkoatletka, skoczkini wzwyż.
Wyniki testów antydopingowych z igrzysk olimpijskich w Pekinie (2008) wykazały obecność niedozwolonych substancji w krwi zawodniczki. W 2017 została zdyskwalifikowana na dwa lata (do września 2018), a jej rezultaty od sierpnia 2008 do sierpnia 2010 zostały anulowane.

## Sukcesy
- 6. miejsce podczas Mistrzostw Świata Juniorów w Lekkoatletyce (Sydney 1996)
- 5. miejsce na Halowych Mistrzostwach Europy w Lekkoatletyce (Gandawa 2000)
- 7. miejsce podczas Igrzysk olimpijskich (Sydney 2000)
- 5. miejsce w Halowych Mistrzostwach Świata w Lekkoatletyce (Lizbona 2001)
- 5. miejsce na Mistrzostwach Świata w Lekkoatletyce (Edmonton 2001)
- złoto Uniwersjady (Pekin 2001)
- brązowy medal Igrzysk Dobrej Woli (Brisbane 2001)
- 2. miejsce podczas Światowego Finału IAAF (Monako 2003)
- 4. miejsce w Halowych Mistrzostwach Świata w Lekkoatletyce (Budapeszt 2004)
- 2. miejsce podczas Superligi Pucharu Europy (Florencja 2005)
- 5. miejsce na Mistrzostwach Świata w Lekkoatletyce (Helsinki 2005)
- 2. miejsce podczas Światowego Finału IAAF (Monako 2005)
- brąz Halowych Mistrzostw Świata w Lekkoatletyce (Walencja 2008)
- 5. miejsce w Igrzyskach olimpijskich (Pekin 2008)
- 2 tytuły mistrzyni Ukrainy (2001 i 2003)

## Rekordy życiowe
- Skok wzwyż (stadion) – 2,01 m (2003)
- Skok wzwyż (hala) – 2,01 m (2008) do 2020 rekord Ukrainy